# Кіннула
Кіннула (фін. Kinnula) — громада в провінції Центральна Фінляндія, Фінляндія. Загальна площа території — 495,71 км, з яких 35,48 км² — вода. 

## Демографія
На 31 січня 2011 в громаді Кіннула проживало 1819 чоловік: 973 чоловіків і 846 жінок. 
Фінська мова є рідною для 99,45% жителів, шведська — для 0,05%. Інші мови є рідними для 0,49% жителів громади. 
Віковий склад населення: 
- до 14 років — 16,33%
- від 15 до 64 років — 60,42%
- від 65 років — 23,36%

Зміна чисельності населення за роками:  
| Рік  | Чисельність |
| ---- | ----------- |
| 1980 | 2248        |
| 1990 | 2307        |
| 2000 | 2117        |
| 2010 | 1821        |
| 2011 | 1819        |